# Museum Lichtspiele
Museum Lichtspiele — кінотеатр, що знаходиться у місті Мюнхен в Німеччині. Також відомий як Gabriel Filmtheater. Це другий найстаріший кінотеатр в місті.

## Історія
Museum Lichtspiele відкритий 24 листопада 1910 року німецьким шоуменом Карлом Габрієлем (1857—1931) під назвою Gabriel Tonbildtheater, спочатку в поєднанні з вар'єте. З середини 1970-х років частина приміщень була здана в оренду німецькій підприємиці у сфері розважальних шоу Беате Узе. Починаючи з вересня 1977 року у кінотеатрі показують Шоу жахів Роккі Хоррора. Цей факт зареєстрований Книзі рекордів Гіннесса як найдовший показ фільму у кінотеатрі. Три додаткових кінозали були облаштовані пізніше. Ранкові покази для дітей і підлітків були введені в 1980-х роках.

## Програма
На додаток до Шоу жахів Роккі Хоррора тут иожна побачити менш відомі фільми, які показують лише в кількох інших кінотеатрах. Також транслюють фільми в оригінальній мовній версії блокбастерів, такі як серії про Гаррі Поттера.